# Theodōros Tripotserīs
Theodōros Tripotserīs (in greco Θεόδωρος Τριποτσέρης?; Atene, 4 marzo 1986) è un ex calciatore greco, di ruolo difensore.

## Carriera

### Club
Ha giocato nella prima divisione dei campionati cipriota e greco.

### Nazionale
Ha giocato nelle nazionali giovanili greche Under-19 ed Under-21.

## Palmarès

### Club

#### Competizioni nazionali
- Campionato cipriota: 1

Anorthōsis: 2007-2008
- Coppa di Cipro: 1

Anorthōsis: 2006-2007
- Supercoppa di Cipro: 1

Anorthōsis: 2007